# 拉僧庙
拉僧庙，位于内蒙古自治区巴彦淖尔市五原县，是一座藏传佛教格鲁派寺院。

## 简介
拉僧庙位于原来的海子堰乡人民政府所在地西侧。该庙始建于清朝康熙二十一年（1682年），由西藏“拉僧”喇嘛主持，故而得名。该庙有大约160平方米的大雄宝殿一座，东、西配殿各一座，此外还有后殿、偏殿等建筑，喇嘛住房60多间。拉僧庙建筑规模居五原县各个召庙之首，鼎盛时期有喇嘛600多人。传说，拉僧庙树有康熙帝御笔石碑。2008年，拉僧庙开始重建，到2010年已建成大雄宝殿、天王殿、偏殿、僧僚、用斋房等等，并已正式对外开放。